# Église Saint-Loup de Thillois
L'église Saint-Loup de Thillois est une église du diocèse de Reims.

## Historique
L’église de Thillois est dédiée à Lou, d’architecture romane, elle date du XIIIe siècle. Elle fut grandement endommagée par la Première Guerre mondiale et est classée au titre des Monuments historiques depuis le 30 juillet 1921. Elle a été reconstruite et dans le cimetière, outre un monument aux morts, se trouve un ossuaire en mémoire des soldats morts pour la France lors des combats du 12 septembre 1914, qui permirent d'arrêter l'offensive allemande.

## Images

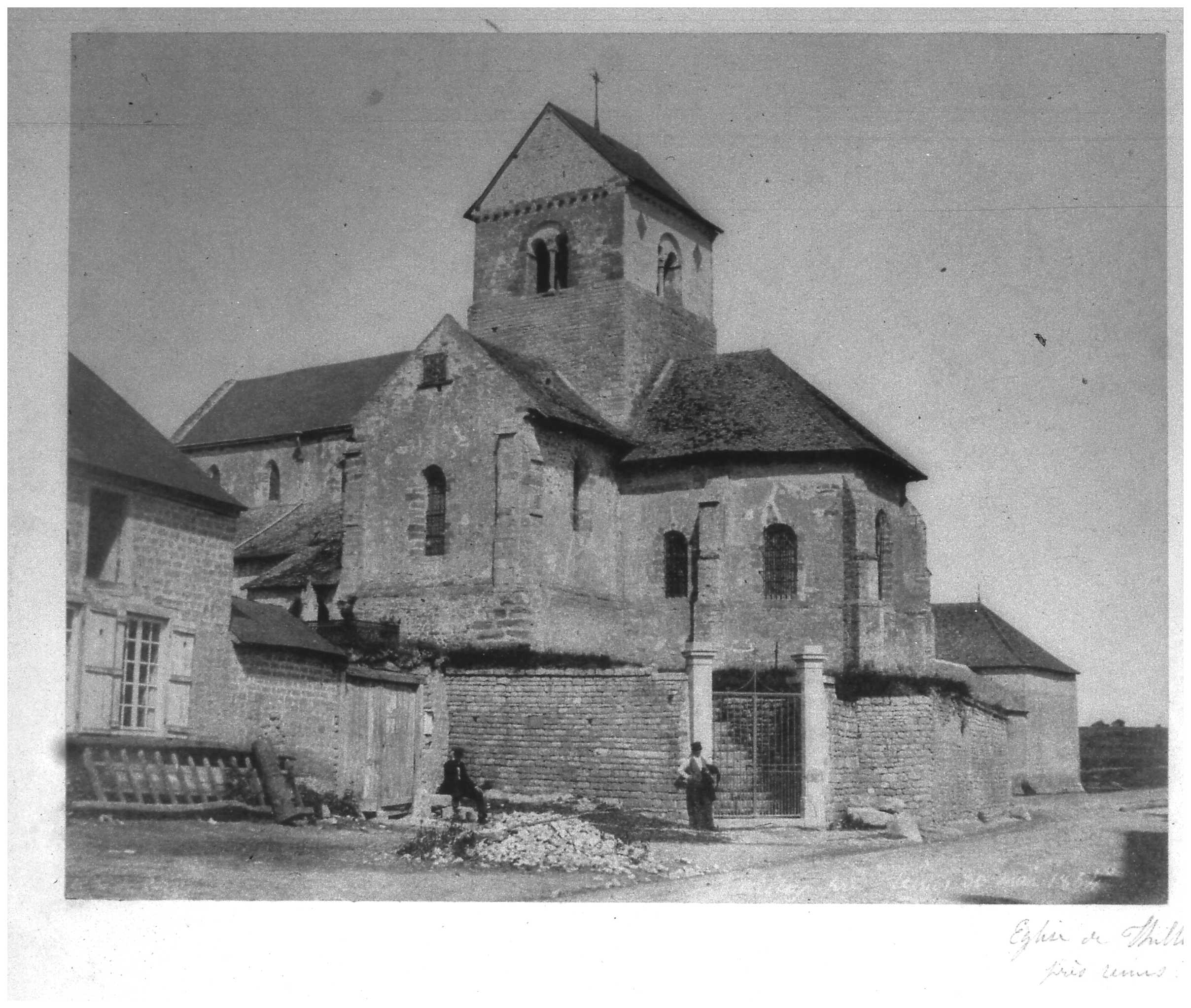
Son aspect en 1885.
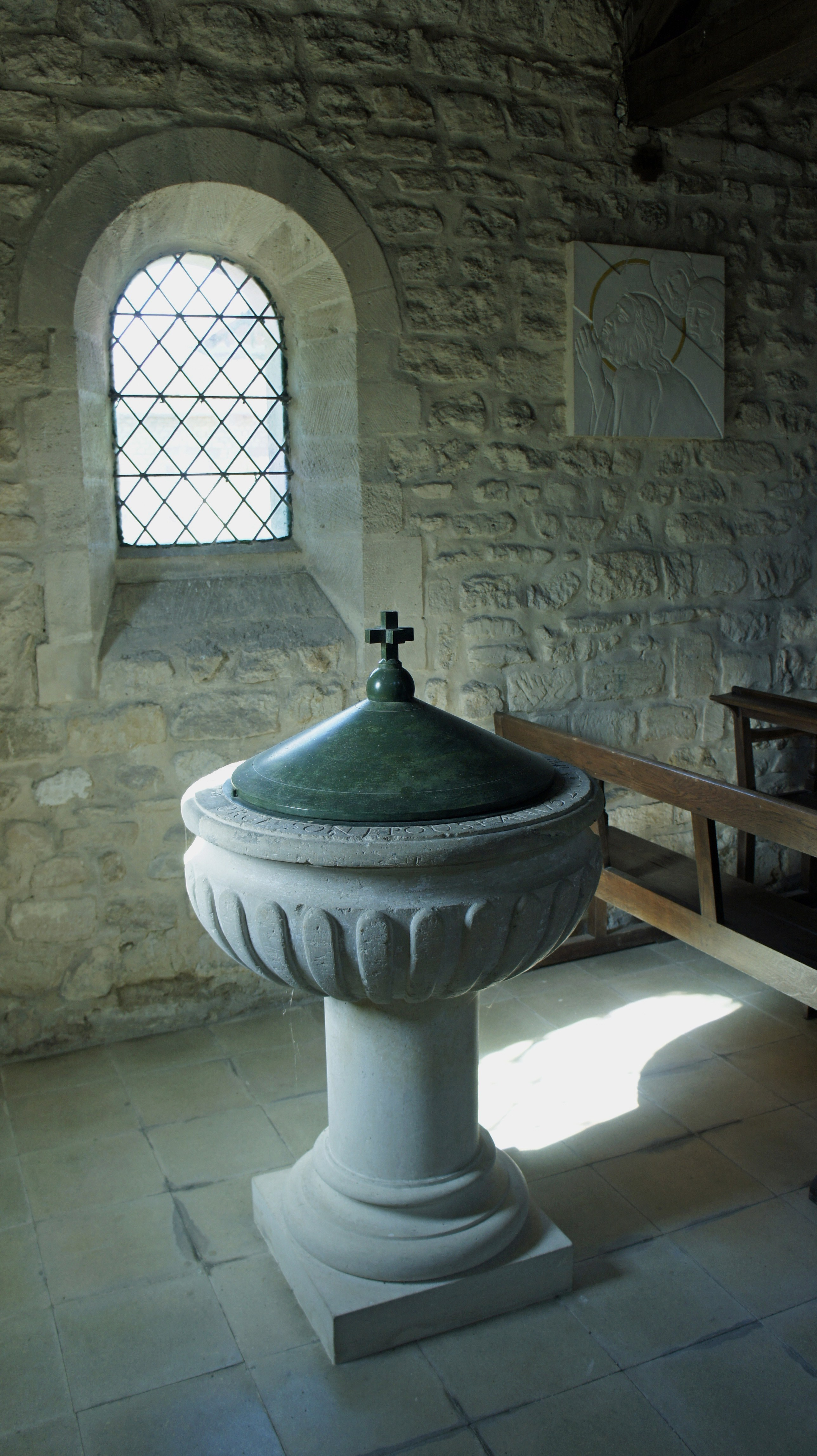
Fonts baptismaux.
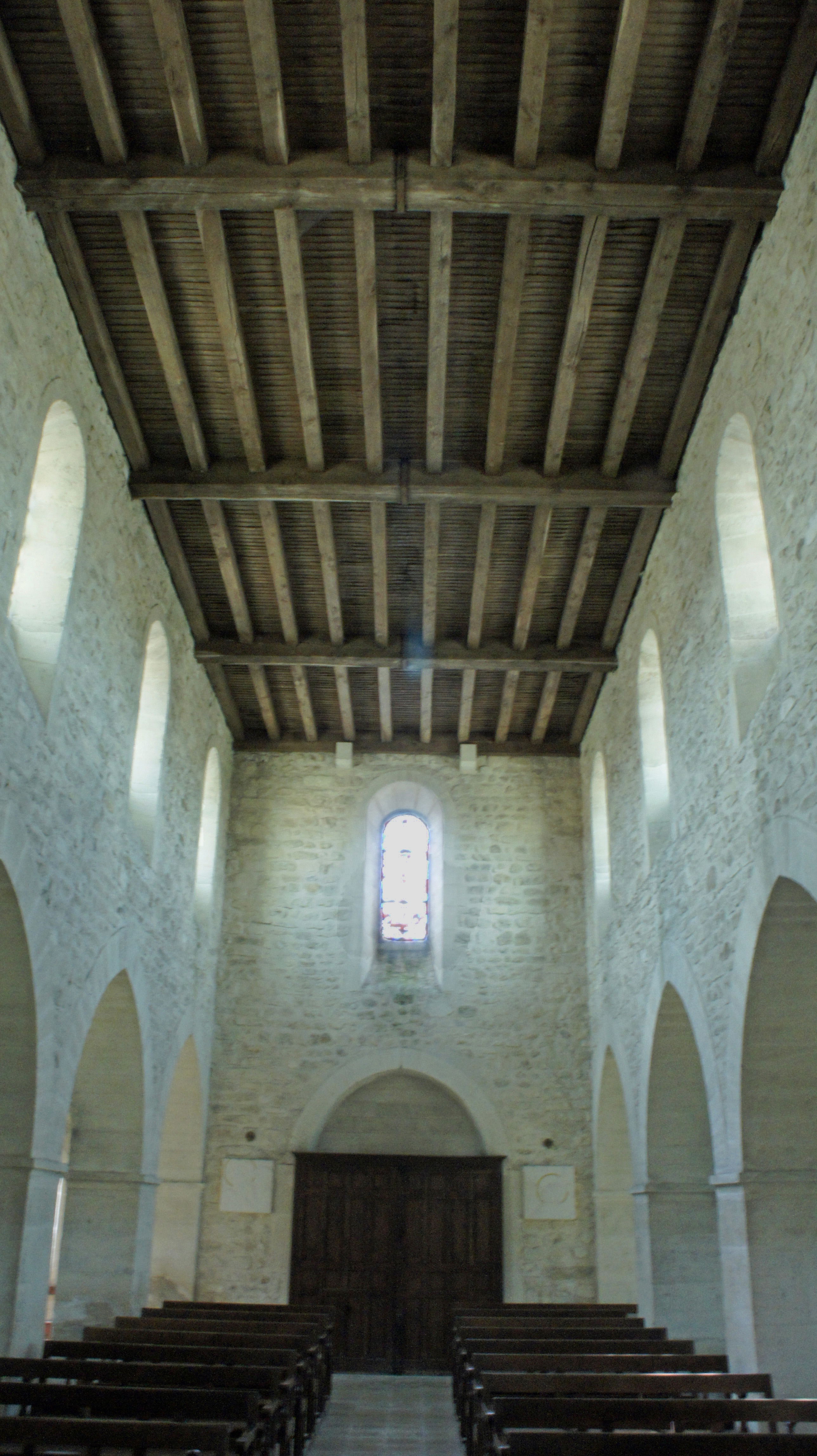
La nef et le portail.
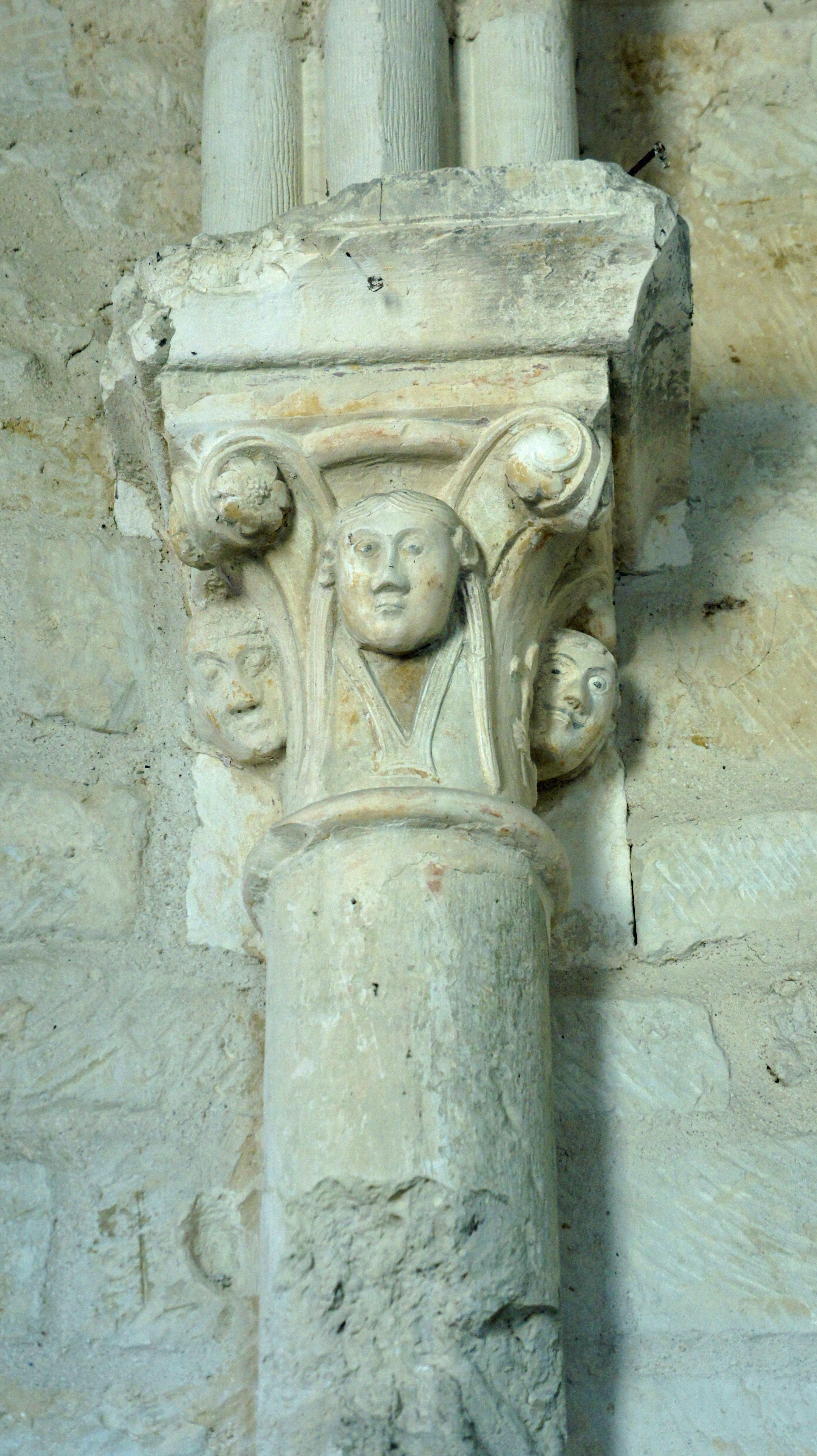
Un chapiteau sculpté.